# Туропин
Туропин (укр. Туропин) — село в Турийской поселковой общине Ковельского района Волынской области Украины.
До 2020 года входило в Турийский район.
Код КОАТУУ — 0725583104. Население по переписи 2001 года составляет 544 человека. Почтовый индекс — 44841. Телефонный код — 3363. Занимает площадь 2,19 км².